# ग़
Cette page contient des caractères spéciaux ou non latins. S’ils s’affichent mal (▯, ?, etc.), consultez la page d’aide Unicode.
ग़, appelé ġa et transcrit ġ, est une consonne de l’alphasyllabaire devanagari. Elle est composée d’un ga ‹ ग › et d’un point souscrit.

## Utilisation
Le ġa est utilisé pour transcrire une consonne fricative vélaire voisée /ɣ/. Par exemple dans le terme hindi d’emprunt मुग़ल (Muġal) Moghol.

## Représentations informatiques
- précomposé[1] :

| formes | représentations | chaînes de caractères | points de code | descriptions                                      |
| ------ | --------------- | --------------------- | -------------- | ------------------------------------------------- |
| pleine | ग़               | ग़                     | U+095A         | lettre devanagari ghha                            |
| morte  | ग़्               | ग़◌्                    | U+095A U+094D  | lettre devanagari ghha, symbole devanagari virama |

- décomposé

| formes | représentations | chaînes de caractères | points de code       | descriptions                                                               |
| ------ | --------------- | --------------------- | -------------------- | -------------------------------------------------------------------------- |
| pleine | ग़               | ग◌़                    | U+0917 U+093C        | lettre devanagari ga, symbole devanagari noukta                            |
| morte  | ग़्               | ग◌़◌्                   | U+0917 U+093C U+094D | lettre devanagari ga, symbole devanagari noukta, symbole devanagari virama |